# سفارة البحرين في الأردن
سفارة البحرين لدى الأردن هي البعثة الدبلوماسية لمملكة البحرين لدى المملكة الأردنية الهاشمية، وتقع بالعاصمة عمان في الشميساني - شارع فارس خوري. السفير البحريني الحالي في الأردن هو خليفة بن عبدالله بن حمد آل خليفة. 